# Молиньё, Питер
Питер Дуглас Молиньё (англ. Peter Douglas Molyneux, родился 5 мая 1959, Гилфорд, Суррей, Великобритания) — английский разработчик компьютерных игр.
Основал компанию Bullfrog Productions, а после того, как её приобрела Electronic Arts — Lionhead Studios, которая, в свою очередь, была куплена Microsoft. Выступил разработчиком таких известных игр и игровых серий, как Populous, Syndicate, Dungeon Keeper, Theme Park, Theme Hospital, Black & White, The Movies, Fable. Игры Молиньё очень необычны, многим из них присущи черты симулятора бога — жанра, которому Питер положил начало.

## Карьера

### Ранняя карьера
Питер Молиньё начал свою карьеру в 1982 году с распространения и продажи дискет с видеоиграми для Atari и Commodore 64. Он считал, что запись игр на диски улучшит продажи, и позже пришел к выводу, что игры были основным аргументом в пользу продаж.
Он создал The Entrepreneur, текстовой экономический симулятор об управлении молодой компанией. «В те дни игру можно было буквально назвать „Space Blob Attacks Mars“ и продать около 50 миллионов копий. Так что сделал я? Я сделал экономический симулятор», — позднее сказал Молиньё. Молиньё сам издал игру в 1984 году, скопировав сотни пленок на два рекордера Tandy Corporation. Заняв место для рекламы в игровом журнале, он приготовился к успеху игры; позже он заявил в интервью: «Я был абсолютно уверен, что эта игра будет продаваться тоннами. Я подумал: "Знаете, этот почтовый ящик недостаточно велик. Он просто не уместится на все конверты". Я вырезал — и это не шутка — вырезал почтовый ящик побольше». Однако игра получила только два заказа, один из которых, как предположил Молиньё, был от его матери. В 2007 году обозреватель GameSpy, комментируя "излишне проработанную" экономическую игровую механику Fable II Молиньё, предполагает, что она могла быть унаследована от The Entrepreneur: «Меня немного беспокоит, что это так Молиньё протаскивает переделку своей первой игры, Entrepreneur».
Из-за провала игры Молиньё отказался от геймдизайна и вместе со своим деловым партнером Лесом Эдгаром основал Taurus Impex Limited — компанию, которая экспортировала печёные бобы на Ближний Восток. Commodore International приняла его за Torus, более устоявшуюся компанию, производящую сетевое программное обеспечение, и предложило предоставить Молиньё десять бесплатных систем Amiga для помощи в портировании "его" сетевого программного обеспечения. «…меня внезапно осенило, что этот парень не знает, кто мы такие», — сказал позже Молиньё. «У меня внезапно случился кризис совести. Я подумал: "Если этот парень узнает, мои бесплатные компьютеры пойдут насмарку". Так что я просто пожал ему руку и выбежал из офиса». Taurus разработал систему баз данных для Amiga под названием Acquisition — The Ultimate Database for Amiga и, выяснив недоразумение с Commodore, выпустил программу с умеренным успехом.

## Игры

### До Bullfrog
- The Entrepreneur (1984) (дизайнер/программист)

### Bullfrog Productions
- Fusion (1987) (дизайнер/программист)
- Druid II: Enlightenment (1988, Amiga port) (программист)
- Populous (1989) (глава проекта/программист)
- Powermonger[англ.] (1990) (глава проекта/программист)
- Flood (1990) (глава проекта)
- Populous II: Trials of the Olympian Gods[англ.] / Two Tribes (UK) (1991) (программист)
- Syndicate (1993) (глава проекта)
- Theme Park (1994) (ведущий программист/глава проекта)
- Magic Carpet (1994) (исполнительный продюсер)
- Hi-Octane (1995) (исполнительный продюсер)
- Magic Carpet 2[англ.] (1995) (глава проекта)
- Gene Wars (1996)
- Theme Hospital (1997) (автор идеи/продюсер)
- Dungeon Keeper (1997) (игровой дизайнер/дизайнер уровней/глава проекта)

### Lionhead Studios
- Black & White (2001) (глава проекта/автор/продюсер/программист)
- Fable (2004) (глава проекта/дизайнер)
- Fable: The Lost Chapters (2005) (глава проекта)
- The Movies (2005) (глава проекта/дизайнер)
- Black & White 2 (2005) (главный дизайнер)
- The Movies: Stunts & Effects (2006) (дизайнер)
- Black & White 2: Battle of the Gods (2006) (главный дизайнер)
- Fable 2 (2008) (главный дизайнер)
- Project Milo[англ.] (2009) (главный дизайнер)
- Fable 3 (2010)
- Fable: The Journey (2012) (creative consultant)

### 22Cans
- Curiosity – What’s Inside the Cube? (2012)
- Godus (2014)
- Godus Wars (2016)
- The Trail: Frontier Challenge (2017)